# دانيال سبنسر (قسيس)
دانيال سبنسر (بالإنجليزية: Daniel Spencer)‏ هو قسيس أمريكي، ولد في 20 يوليو 1794، وتوفي في 8 ديسمبر 1868.